# Bataille de Campston Hill
Révolte des Gallois
Batailles
La bataille de Campston Hill eut lieu le 10 juin 1404 près de l'église de Saint Cadoc (Monmouthshire), au Pays de Galles. La bataille eut lieu entre les forces du chef rebelle gallois Owain Glyndŵr et l'armée anglaise du roi Henri IV. Elle s'inscrit dans la révolte des Gallois.
Le succès de Glyndŵr à la bataille de Stalling Down l'année précédente le convainc de mobiliser toute son armée afin d'expulser les dernières troupes anglaises de Galles. Il s'empare des importantes places fortes de Harlech et d'Aberystwyth, à l'ouest du pays de Galles. 
Le 10 juin 1404, Glyndŵr rencontre près de Grosmont une armée anglaise commandée par le jeune comte de Warwick. Persuadé de l'inexpérience du jeune stratège anglais, Glyndŵr le laisse engager le combat. Warwick fait charger ses troupes sur les Gallois, dont un grand nombre sont pourchassés et exterminés. Elis ap ap Richard Howell ap Morgan Llwyd, le porte-étendard et fidèle compagnon de Glyndŵr, est tué en tentant de s'échapper du champ de bataille. 
En conséquence, Glyndŵr se retranche et consolide ses positions. Désireux de prouver le sérieux de son caractère souverain, il tient une cour à Harlech. Peu après, il convoque son premier Parlement à Machynlleth. La résistance anglaise se réduit alors à quelques châteaux, villes fortifiées et manoirs isolés. Après cette première victoire encourageante pour les Anglais, Glyndŵr est battu une nouvelle fois en mars 1405 lors de la bataille de Grosmont.